# 870

## Догађаји
- Растислав, владар (кнез) Великоморавске кнежевине, умире у затвору након што га је Луј Немачки осудио на смрт због издаје. Наслеђује га његов нећак Сватоплук I, који постаје вазал Источнофраначког краљевства.
- Борживој I, војвода Чешке, чини Прашки храд (замак) својом резиденцијом. Отприлике у то време је основан Прашки замак .
- Вилфред Длакави, франачки племић, постаје гроф од Ургела и Сердање (данашња Каталонија).
- Јесен – Велика паганска армија, коју предводе Ивар Бескосни и Уба, напада Источну Англију и пљачка Питерборо. Краљ Едмунд мученик је заробљен, мучен, премлаћен и коришћен за вежбање стрељаштва (или 869).
- Данци, предвођени Иваром Бескосним и краљем Олафа из Даблина Викинга, опседају Дамбартон у Шкотској, престоницу краља Артгала од Страчлајда. После четири месеца опсаде, тврђава је заузета и уништена. Данци, предвођени Халфданом Рагнарсоном и Багсецгом, нападају Весекс и заузимају краљевско имање у Редингу (Беркшир), које Халфдан чини својим штабом.
- Византијско-арапски рат: Муслиманска експедициона снага, коју предводи Халаф ал-Хадим, арапски гувернер Сицилије, осваја Малту. Локално хришћанско становништво га дочекује као ослободиоца од византијског јарма. Муслимани потписују споразум са хришћанима да живе у миру након ослобођења острва од Византије.
- Побуна Занџа: Занџи (црни робови из источне Африке) заузели су абасидску луку Ал-Убулах у Персијском заливу и прекинули комуникацију са Басром (модерни Ирак).

### Јануар
- 29. јануар – Анархија у Самари: трупе Мусе ибн Бугха ал-Кабира прогоне и убију побуњеника Салиха ибн Васифа у Абасидској Самари.

### Фебруар
- 28. фебруар – Завршен Четврти Цариградски сабор. Бугарској православној цркви је додељена аутокефална архиепископија.

### Март
- 4. март — Бугарска православна црква добија аутономију са седиштем у престоници Плиска.

### Јун
- 21. јун – Турци су свргнули калифа Ал-Мухтадија и убили га након кратке владавине. Наследио га је Ал-Мутамид (син покојног Ал-Мутаваккила) као владар Абасидског калифата, који сели свој двор у Багдад. Крај анархије у Самари.

### Август
- 8. август — Западнофраначки краљ Карло Ћелави и источнофраначки краљ Лудвиг Немачки склопили су Мерсенски споразум о подели Средње Франачке после смрти Лотара II. Луј добија већи део Аустразије (која еволуира у Краљевину Немачку), а Карло територију у Доњој Бургундији (која еволуира у Краљевину Француску). Међутим, велики делови фризијске обале су и даље под контролом Викинга.
- Карло Ћелави се жени Ришилдом од Провансе, након смрти његове прве жене, Ерментруде од Орлеана. Он намерава да обезбеди своју власт у Лотарингији преко моћне породице Босонида и везе са Теутбергом, удовицом-краљицом Лотара II.

### Децембар
- 31. децембар – Битка код Енглефилда: Викинзи се сукобљавају са елдорманом Етелвулфом из Беркшира. Освајачи су отерани назад у Реадинг; многи од Данаца (укључујући једног од грофова по имену Сидрац) су убијени.